# Steve Barcia
Steve Barcia es un diseñador de videojuegos, especialmente célebre por su trabajo en la compañía Simtex, de la que fue fundador en 1988 y donde dirigió el desarrollo de, entre otros, Master of Magic, Master of Orion y su secuela Master of Orion 2. La compañía desapareció en 1997.
Posteriormente pasó a Retro Studios, filial de Nintendo y desarrolladora de la saga Metroid Prime de la que fue nombrado director en el año 2000, hasta que abandonó la compañía en el 2003.
Tras su salida de Retro Studios fue contratado por EA Canada.